# Tunnel de Pajares
Le tunnel de Pajares (en espagnol : túnel de Pajares) est un tunnel ferroviaire situé dans le nord de l’Espagne, entre la Castille-et-León et les Asturies. Passant sous la cordillère Cantabrique, il se trouve sur l’axe de la LGV (Madrid-Ségovie-Valladolid-Asturies).
Avec 24 667 m, il est le second plus long tunnel d'Espagne après le tunnel ferroviaire de Guadarrama.

## Histoire

### Problèmes rencontrés
L'exécution des travaux a révélé des lacunes notables en matière de prévoyance, qui ont fait passer le coût des tunnels de 1,8 milliard d'euros à plus de 3,5 milliards d'euros tout en repoussant la date de mise en service. Des voix critiques ont affirmé que les études précédentes pour le tunnel de base du Saint-Gothard avaient duré une dizaine d'années, alors qu'elles ont été réalisées en quelques mois dans le cas présent. Le plus grave de ces problèmes est la faiblesse des études géologiques : le tunnel traverse vingt aquifères et les travaux ont entraîné l'assèchement de nombreuses sources dans la chaîne de montagnes cantabrique, ce qui a causé de très graves infiltrations d'eau dans le tunnel. Ces infiltrations sont estimées à plus de 12 hectomètres cubes par an.
En 2019, il a été décidé que l'un des tunnels serait équipé d'une voie à écartement ibérique, l'autre étant réservé à la circulation des trains à grande vitesse.
Le ministère de l'Équipement a annoncé l'achèvement de la majeure partie des travaux de la variante de Pajares en 2021. Les travaux ont été définitivement achevés en février 2023 et le tunnel est entré dans une phase d'essais. L'ouverture au trafic de passagers est prévue pour 2023,.

## Situation
L'ouvrage traverse la cordillère Cantabrique entre La Pola de Gordón dans la province de León et Telledo dans les Asturies.